# Aaron Banks
Aaron Banks (geboren am 3. September 1997 in Alameda, Kalifornien) ist ein US-amerikanischer American-Football-Spieler auf der Position des Offensive Guards für die Green Bay Packers in der National Football League. Er spielte College Football für Notre Dame und wurde in der zweiten Runde im NFL Draft 2021 von den San Francisco 49ers ausgewählt.

## Frühe Jahre und College
Banks besuchte die El Cerrito High School und wurde als 4-Sterne-Rekrut bewertet. Er erhielt Angebote von Notre Dame, Arizona, Arizona State, Oregon, UCLA, Baylor, Florida, Michigan und Miami. Er entschied sich für die Notre Dame Fighting Irish der University of Notre Dame College Football zu spielen.
Im ersten Jahr nahm er ein Redshirt, um ein Jahr länger die Spielberechtigung zu erhalten. 2018 spielte er als Sophomore in allen 13 Spielen, von denen er sechs startete. Als Junior startete er 2019 in allen 13 Spielen. In seiner letzten Saison startete er wieder in allen Spielen und wurde in das First Team All-ACC gewählt.

## NFL
Banks wurde in der zweiten Runde mit dem 48. Pick im NFL Draft 2021 von den San Francisco 49ers ausgewählt. Am 13. Mai 2021 unterschrieb er einen Vierjahresvertrag.
In Woche 11 der Saison 2021 gab er sein NFL-Debüt, als er die letzten fünf Snaps beim 30:10-Sieg gegen die Jacksonville Jaguars spielte. Zuvor war er in den ersten acht Spielen inaktiv gewesen. Mit den 49ers erreichte er das NFC Championship Game, welches sie mit 17:20 gegen die Los Angeles Rams verloren. Allerdings spielte er nur beim 23:17-Sieg gegen die Dallas Cowboys fünf Snaps in den Special Teams.
Im März 2025 unterschrieb Banks einen Vierjahresvertrag im Wert von 77 Millionen US-Dollar bei den Green Bay Packers.